# Bye Bye Love
«Bye Bye Love» — песня группы The Everly Brothers. Это был их дебютный сингл, который вышел в марте 1957 года на лейбле Cadence Records. Авторы песни — Будло и Фелис Брайант.
В 1998 году оригинальный сингл группы The Everly Brothers с этой песней (1957 год, Capitol Records) был принят в Зал славы премии «Грэмми».
В 2004 году журнал Rolling Stone поместил песню «Bye Bye Love» группы The Everly Brothers на 207 место своего списка «500 величайших песен всех времён». В списке 2011 года песня находится на 210 месте. В 2024 году Rolling Stone поместил песню на 33-е место в своем рейтинге 200 величайших кантри-песен всех времен.
Кроме того, песня «Bye Bye Love» в исполнении группы The Everly Brothers входит в составленный Залом славы рок-н-ролла список 500 Songs That Shaped Rock and Roll.